# نقارچی‌محله
نقارچی‌محله، روستایی است از توابع بخش مرکزی شهرستان ساری در استان مازندران ایران.
این روستا در دهستان میان‌دورود کوچک قرار داشته و براساس آخرین سرشماری مرکز آمار ایران که در سال ۱۳۸۵ صورت گرفته، جمعیت آن ۲۰۶ نفر (۵۲ خانوار) بوده‌است.

## چشمه سر
چشمه سر در روستای نقارچی است.